# Kayes (krets)
Kayes Cercle är en krets i Mali.   Den ligger i regionen Kayes, i den västra delen av landet, 400 km nordväst om huvudstaden Bamako. Antalet invånare är 513 362. Arean är 22 190 kvadratkilometer.
Terrängen i Kayes Cercle är kuperad österut, men västerut är den platt.